# 고양어린이박물관
고양어린이박물관은 경기도 고양시의 박물관이다.